# Andreas Meyer-Hanno

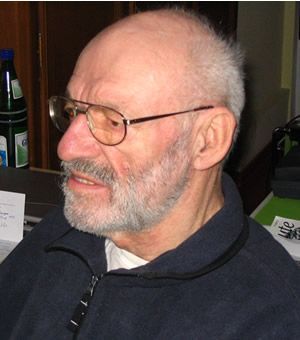
Andreas Meyer-Hanno

Andreas Meyer-Hanno (* 18. Februar 1932 in Berlin; † 7. September 2006 in Frankfurt am Main) war Opernregisseur, Hochschullehrer und Schwulen-Aktivist. Nach seiner Kindheit und Jugend in Berlin lebte er in Wuppertal, Karlsruhe, Braunschweig und Frankfurt am Main.

## Kindheit
Andreas Meyer-Hanno wurde als Sohn einer jüdischen Pianistin und eines kommunistischen Schauspielers in Berlin geboren. Die Eltern von Andreas Meyer-Hanno waren Hans Meyer-Hanno und Irene geborene Sager. Der Vater war Schauspieler, zuletzt, bis zu seiner Verhaftung 1944, am Berliner Schiller-Theater unter Heinrich George. Er arbeitete in zwei Widerstandsgruppen gegen das NS-Regime. Andreas Meyer-Hanno lebte in seiner Kindheit mit seiner Familie in der Berliner Künstlerkolonie, einem letzten Refugium für Antifaschisten in der NS-Zeit, am Berliner Laubenheimer Platz 2. Ab 1942 wurde er aufgrund eines Goebbels-Erlasses wie alle sog. „halb- und vierteljüdischen“ Kinder vom Besuch der höheren Schulen ausgeschlossen.

## Ausbildung und Beruf
Im Jahre 1949 begann er Musik- und Theaterwissenschaft zu studieren. Nach seiner Promotion 1956 wurde er in Wuppertal als Regieassistent der Oper engagiert und war dort von 1959 bis 1964 zweiter Spielleiter. Von 1964 bis 1972 war er Opern-Oberspielleiter am Badischen Staatstheater Karlsruhe und von 1972 bis 1976 am Staatstheater Braunschweig. In seinen 20 Theaterjahren hat er über 100 Operninszenierungen erarbeitet. Im Jahre 1976 folgte er dem Ruf als Professor an die Musikhochschule Frankfurt, wo er bis zu seiner Emeritierung 1993 als szenischer Leiter unterrichtete.

## Schwulenbewegung

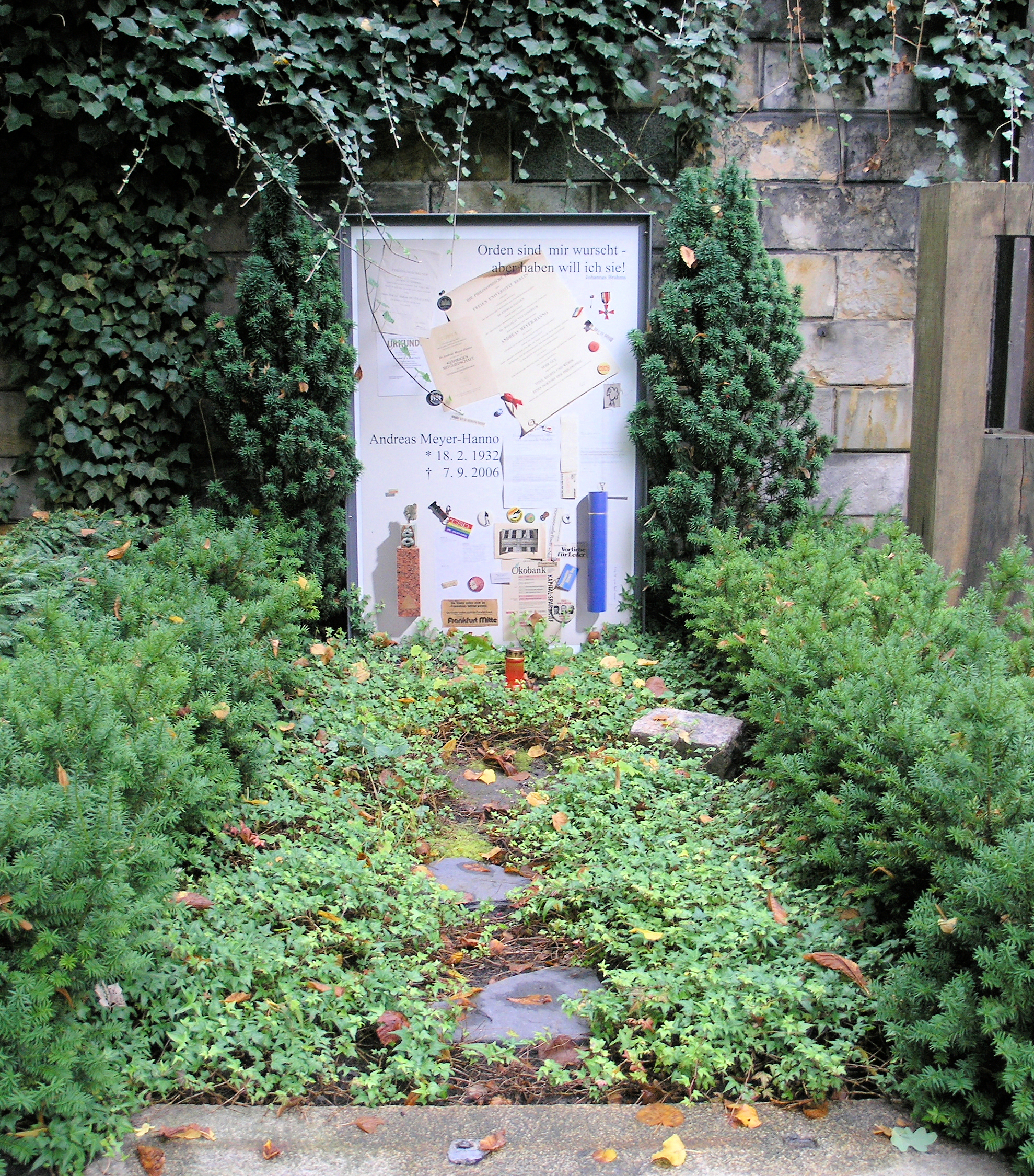
Grabstätte, Großgörschenstraße 12, in Berlin-Schöneberg

- Während seiner Arbeit am Staatstheater Braunschweig schloss er sich 1973 der regionalen Schwulengruppe AHB (Arbeitsgruppe Homosexualität Braunschweig) an.
- In Frankfurt war er Mitglied im Frankfurter Schwulenzentrum „anderes Ufer“ und gründete mit Freunden das schwule Theaterensemble „Die Maintöchter“. Im Schwulenzentrum und im privaten Kreis wurde Andreas Meyer-Hanno mitunter Hannchen genannt, was sich aus dem zweiten Teil seines Nachnamens ergab. Bei den Maintöchtern galt er als „die Mutter der Maintöchter“, weil er zum einen der älteste und zum andern als Opern- und Theaterregisseur vom Fach war.
- Von 1989 bis 1994 engagierte er sich für das „Mahnmal Homosexuellenverfolgung“ in Frankfurt am Main, das am eigens neu benannten Klaus-Mann-Platz (ehedem Schäfergasse) errichtet wurde. Das Frankfurter Mahnmal war das erste bundesdeutsche Denkmal, das an die verfolgten und ermordeten schwulen und lesbischen Opfer des NS-Regimes erinnerte.
- Er gehörte 1980 zu den Gründungsmitgliedern des Vereins Homosexuelle Selbsthilfe e. V. (HS), einem finanziellen Netzwerk für Menschen, die auf Grund ihrer sexuellen Orientierung oder Identität (finanzielle) Unterstützung benötigen. Als Konsequenz seiner Arbeit bei der HS gründete er 1991 die „Hannchen-Mehrzweck-Stiftung“ (hms), die ursprünglich fast vollständig aus seinem Privatvermögen aufgebaut wurde.

## Auszeichnungen
- 1993 erhielt Meyer-Hanno die Römerplakette der Stadt Frankfurt am Main, sowie
- ebenfalls 1993 den Preis "Rosa Courage" in Osnabrück.
- Am 15. Dezember 2000 wurde ihm für seine Verdienste um die Schwulenemanzipation und sein Lebenswerk das Bundesverdienstkreuz verliehen.

## Weiterer Lebensweg
Meyer-Hanno wirkte 1991 in dem Film „Stolz und schwul“ von Rosa von Praunheim mit. 2001 zog sich Andreas Meyer-Hanno zum großen Teil aus der Arbeit bei der HS und hms zurück, um sich mehr der Vortragstätigkeit zu widmen und sich auf das Schreiben zu konzentrieren. Aufgrund von HIV und altersbedingter Erkrankung wie Diabetes, häuften sich in seinen letzten Lebensjahren die Krankenhausaufenthalte. Zusätzlich zu seinen Grunderkrankungen wurde im August 2006 bei ihm Krebs diagnostiziert, woran er am 7. September 2006 in einer Frankfurter Klinik starb. Er wurde am 4. November 2006 auf dem Alten St.-Matthäus-Kirchhof in Berlin beigesetzt.

## Nachweise
1. ↑  Nachruf: Zum Tode von Andreas Meyer-Hanno, Whk, 8. September 2006.

| Personendaten    | Personendaten                                 |
| ---------------- | --------------------------------------------- |
| NAME             | Meyer-Hanno, Andreas                          |
| ALTERNATIVNAMEN  | Hannchen Mehrzweck                            |
| KURZBESCHREIBUNG | deutscher Schwulenaktivist und Musikprofessor |
| GEBURTSDATUM     | 18. Februar 1932                              |
| GEBURTSORT       | Berlin                                        |
| STERBEDATUM      | 7. September 2006                             |
| STERBEORT        | Frankfurt am Main                             |